# Wuff – Das Hundemagazin
Wuff – Das Hundemagazin ist eine ehemalige deutschsprachige Publikumszeitschrift für Hundebesitzer und -interessierte. Es deckte das Spektrum rund um die praktische Hundehaltung ab, ergänzt um allgemeine Nachrichten und Reportagen. Feste Rubriken waren Tiergesundheit, Verhaltens- und Erziehungstipps, Hundekauf und Aufzucht sowie ein Leserforum und ein größerer Anzeigenteil. Spezielle wiederkehrende Beiträge waren ein Rasselexikon, Homestories über prominente Hundebesitzer und die Kür des Mischlings-Champions des Monats.

## Hintergrund
Die Zeitschrift existierte von 1995 bis 2023, sie erschien ursprünglich jährlich in 10 Ausgaben (monatlich / zwei Doppelausgaben) und zuletzt vierteljährlich. Ursprünglich stammte sie aus Österreich und hatte dort eine Auflage von 31.000. Für Deutschland gab es eine Ausgabe mit eigenem regionalem Nachrichten- und Reportagenteil, die eine Auflage von 34.000 Exemplaren erreichte (Stand jeweils 1. Januar 2008). Wuff wurde herausgegeben von der österreichischen Petmedia Verlagsgesellschaft in Maria-Anzbach in Niederösterreich, der Sitz der deutschen Redaktion befand sich in Flensburg. Die Ausgaben waren im Abonnement oder österreich- und deutschlandweit in Zeitschriftenläden und Supermärkten erhältlich.
Wuff verfügte auch über einen umfangreichen Internetauftritt Wuff online, der ebenfalls nach österreichischer und deutscher Plattform getrennt war, mit einem gemeinsamen Forum.
Anfang März 2023 wurde Wuff vom Magazin Der Hund übernommen. Teile des Inhalts und das Forum gingen in der Publikation des neuen Eigentümers auf.

## Publikation
- WUFF das Hundemagazin. Petmedia-Verlag, Maria Anzbach, OCLC 724143483.
- Miau & Co. Gratis-Beilage zum Hundemagazin WUFF. Petmedia-Verlag, Maria Anzbach, OCLC 723991136.